# Guillaume Le Conniat
Pour les articles homonymes, voir Le Conniat.
Guillaume Marie Joseph Le Conniat, né le 10 août 1884 à Plouézec et mort en mer le 16 septembre 1936 en baie de Faxa, est un officier de Marine français.

## Biographie
Il est le fils d'une fermier, Claude Le Conniat et de Marie Françoise Le Plusquellec.
Il quitte la ferme natale à 15 ans pour devenir mousse sur une gabarre du Trieux. L'année suivante, il part pour l'Islande sur une goélette de Paimpol et, en 1901, entre dans la Marine française comme manœuvrier.
En 1929, il est nommé Officier des équipages de 2e classe et commande de petites unités. Promu Officier des équipages de 1re classe, il est engagé en 1935 par Jean-Baptiste Charcot comme Commandant du Pourquoi pas ? pour une expédition polaire. Il meurt en mer le 16 septembre 1936 lors du naufrage du navire. Vingt-trois corps, dont celui de Charcot, sont rapatriés, le 23 septembre, par un navire de guerre français. Le corps de Le Conniat est retrouvé un mois plus tard. Débarqué à Dunkerque, il est inhumé à Kérity, le 16 septembre 1937.

### Famille
Il était marié à Maria Le Pennec, était père de trois enfants et tuteur de six neveux et nièces orphelins.

## Hommages et distinctions
- Sa tombe à Paimpol est traditionnellement fleurie chaque année à la date de sa disparition[4].
- Une rue de Kérity porte son nom.
- Médaille militaire (29 janvier 1923)[5]
- Chevalier de la Légion d'honneur (31 décembre 1933).